# 置塩城
置塩城（おしおじょう、おじおじょう）は、兵庫県姫路市にあった日本の城（山城）。国の史跡に指定されている。

## 概要
姫路市夢前町宮置、糸田にある標高370mの置塩山にある山城で姫路市の中心部の北10kmに位置し、北から南に夢前川が流れ、川沿いに播但街道がある要所に築城された。旧夢前町（現在は姫路市に吸収合併されて消滅）が国の史跡指定を目指した調査を実施した。1996年3月28日に白旗城跡、感状山城跡と共に「赤松氏城跡」の名称で国の史跡に指定された。

## 名称
置塩は小塩とも書かれ、おしお、おしほ、おじお、おじほ と仮名使いされた。城が存在した時代に「おきしおじょう」と呼ばれたことはない。
飾西郡置塩村が、1889年（明治22年）4月1日の町村制施行に伴って発足した。この時に「おきしおむら」と称したようである。

## 歴史
- 文明元年（1469年）、標高370mの城山に赤松政則が築城した。以後、赤松氏の居城となる。
- 天正5年（1577年）、赤松則房の時、播磨国に侵攻してきた羽柴秀吉（豊臣秀吉）に降伏。
- 天正8年（1580年）、秀吉の城割令によって廃城となり、建物や石垣は解体して姫路城に移された。なお、現存する姫路城の「との一門」は、この時移築されたものといわれている。

### 城主五代
置塩城は、築城してから城割（破城）までの約100年間に、赤松氏五代にわたって城主が変わった。
一代目 赤松政則
政則の播磨国入国には管領細川勝元の力添えがあり、当初は国衆にも歓迎されたので、播磨国・備前国・美作国の三国の守護に返り咲くことができた。しかし、当時の国衆は全国的に力が強く、三国を完全に統一することはできなかったようである。政則は明応5年（1496年）4月25日に42歳で逝去した。
二代目 赤松義村
政則に子はあったが、政則自身は赤松氏でも傍流の出身だったので有力一門の七条家から迎えた養子の赤松義村が二代目城主となった。義村の後見には守護代として浦上村宗が就いた。しかし、村宗は守護代の地位を利用して実権を握り、それに反発した義村を戦いの末屈服させ、大永元年（1521年）には幽閉し、暗殺した。
三代目 赤松晴政
反浦上村宗派は、義村の子赤松晴政を密かに三代目城主に据えた。その後、村宗は細川家の内紛に加担し、細川高国方について各地を転戦する。晴政は大物崩れで村宗を背後から襲い、ついに倒した。しかし、その後も村宗の子の浦上政宗を服従させることはできなかった。天文7年（1538年）11月には出雲の尼子晴久が大軍を率いて播磨に侵攻し、晴政も摂津国に逃亡する。晴久は2年後に播磨国から撤退し、晴政は帰国したがその後も政宗との対立は続いた。晩年にはその子・義祐を擁立した政宗のため置塩から退去し、龍野城の赤松政秀の庇護を受けた。永禄8年（1565年）に死去する。
四代目 赤松義祐
この頃になると備前国では宇喜多氏、美作国では浦上氏が勢力を拡大しており、所領はわずか飾東、飾西、神東の三郡だけとなっていた。その義祐も天正4年（1576年）に死去する。
五代目 赤松則房
最後の城主は赤松則房である。羽柴秀吉の中国攻めに対して、則房を含めた播磨国の国衆達はほとんど戦うことなく降伏し、軍門に下った。播磨国を統一した秀吉は権力基盤を整えるために「城割」を実施し、筆頭に「置塩城」をあげて廃城にした。秀吉の命によって則房は天正13年（1585年）に阿波国の住吉城に1万石で移封する。

## 置塩城の曲輪

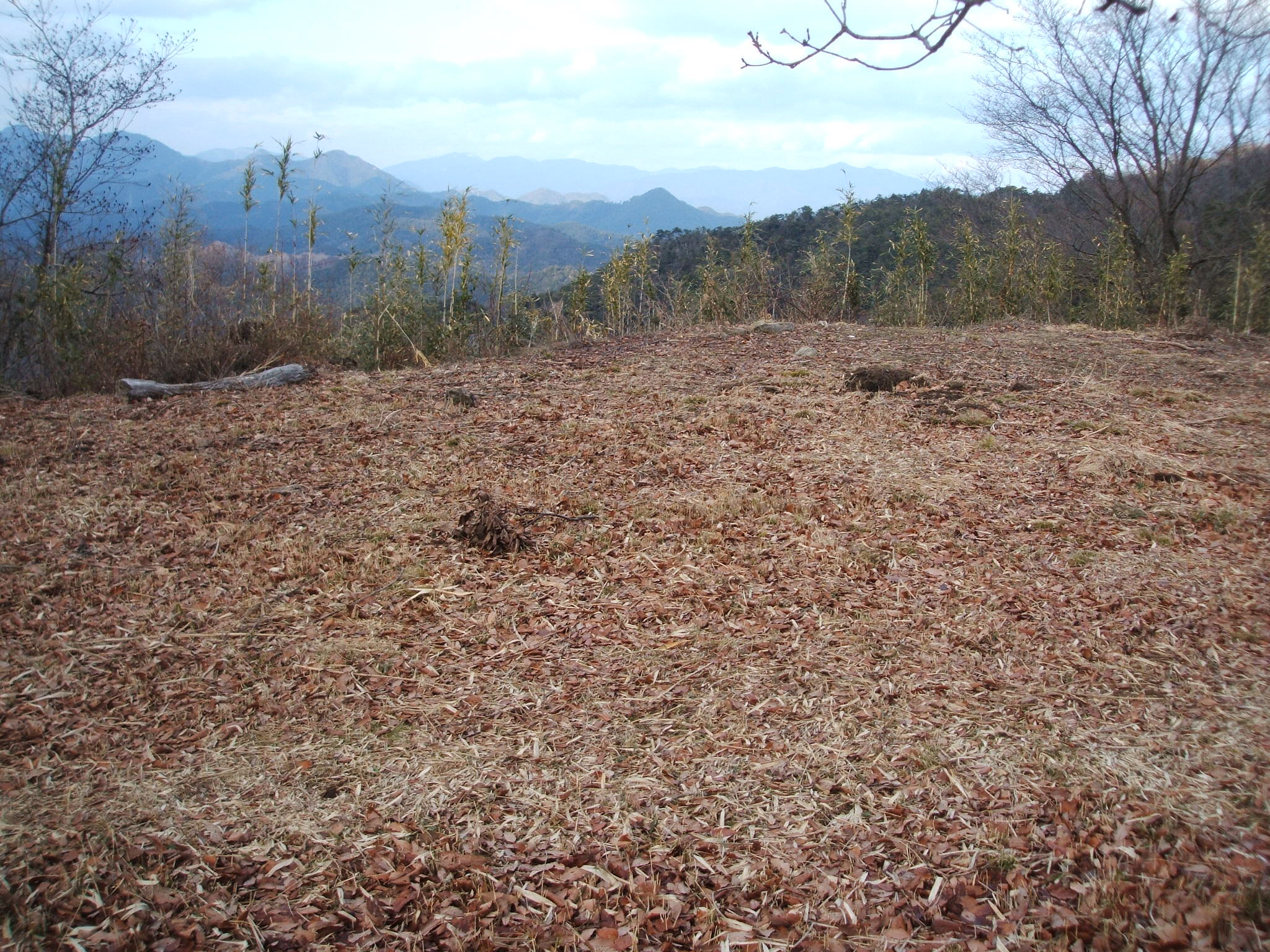
本丸跡

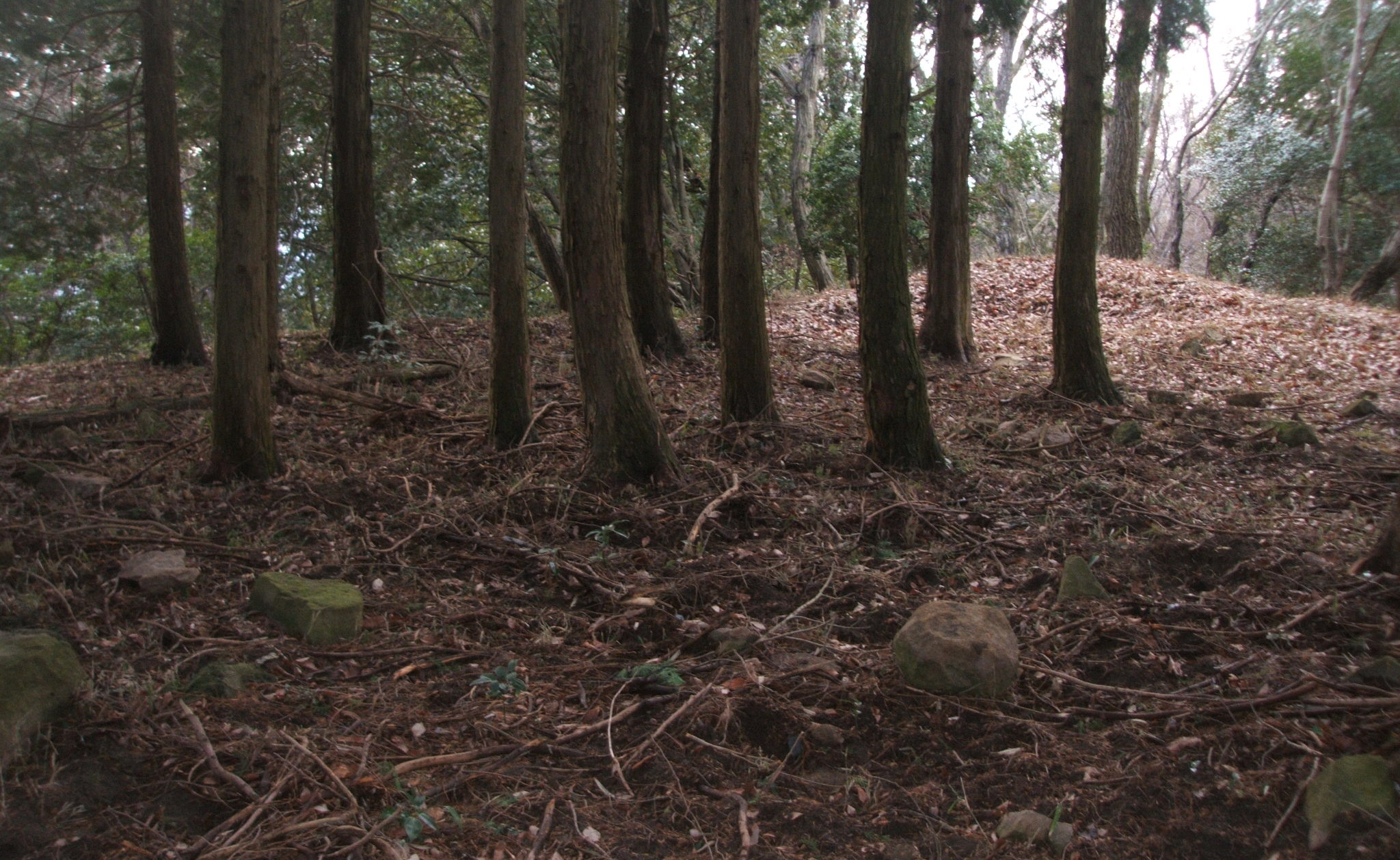
三の丸跡

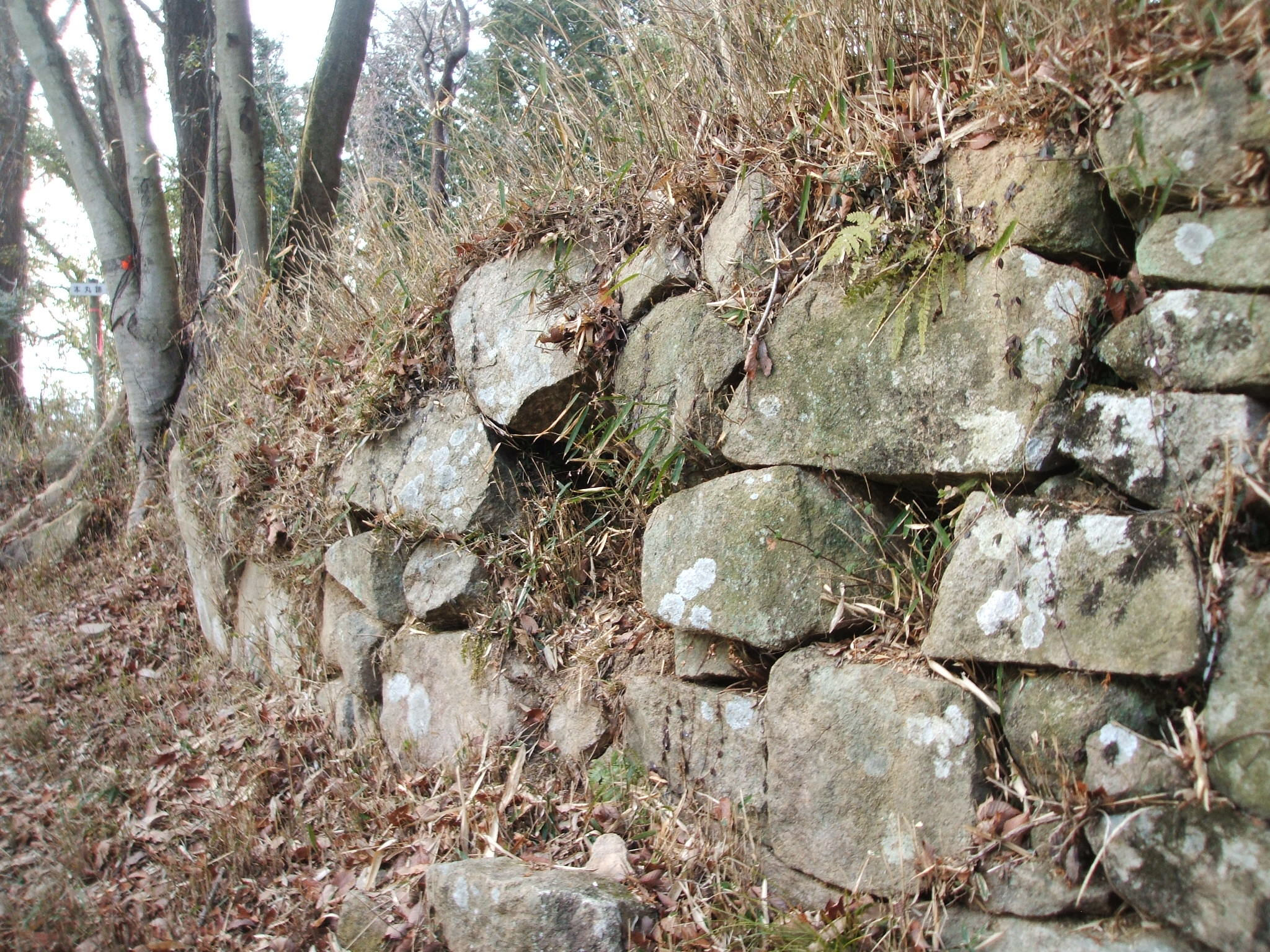
二の丸跡下の石垣

置塩城の曲輪は、小さいものを含めると60以上あり、曲輪壁面下部に土留めとして低い石垣が築かれている。
主だった曲輪
- 本丸
- 本丸南曲輪群
- 二の丸
- 二の丸北曲輪群
- 三の丸
- 北曲輪群
- 西曲輪群
- 南西曲輪群
- 南曲輪群
- 茶室跡
- 台所跡

## 置塩城の支城
置塩城の周辺には、支城ではないかと思われる次のような城が点在している。
- 小屋谷城
- 鞍掛山城
- 番城山城

これ以外にも数多くの支城があったと思われている。
赤松政則は播磨国守護に任じられ、姫路城（規模は現在のものよりはるかに小さい）を本拠地としていた。但馬国からの侵攻に備えるため、防御に優れた山城が必要になって置塩城を築城し、姫路城には小寺豊職を入れて置塩城の支城とした時期もあった。

## 城跡へのアクセス

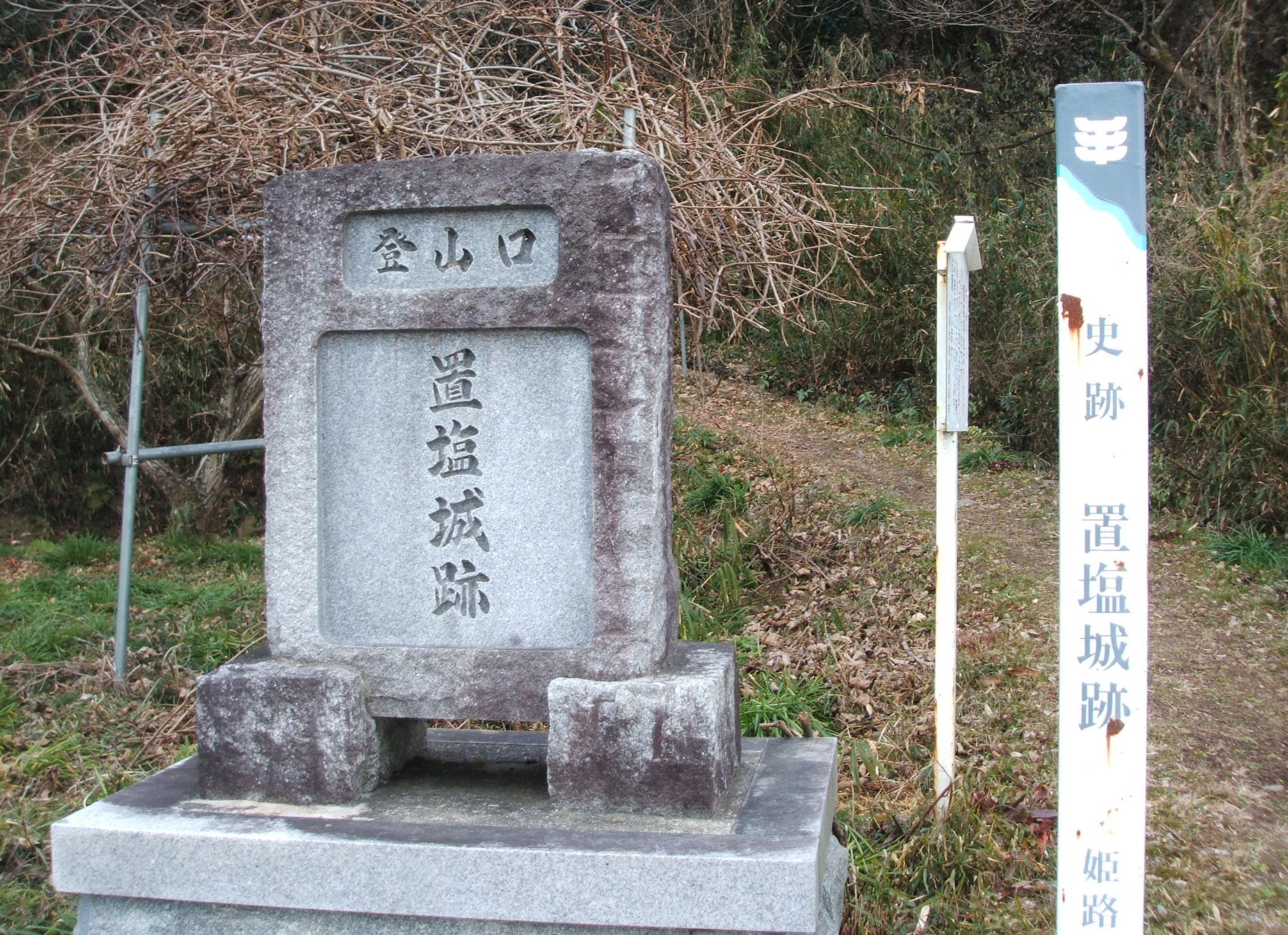
置塩城登山口

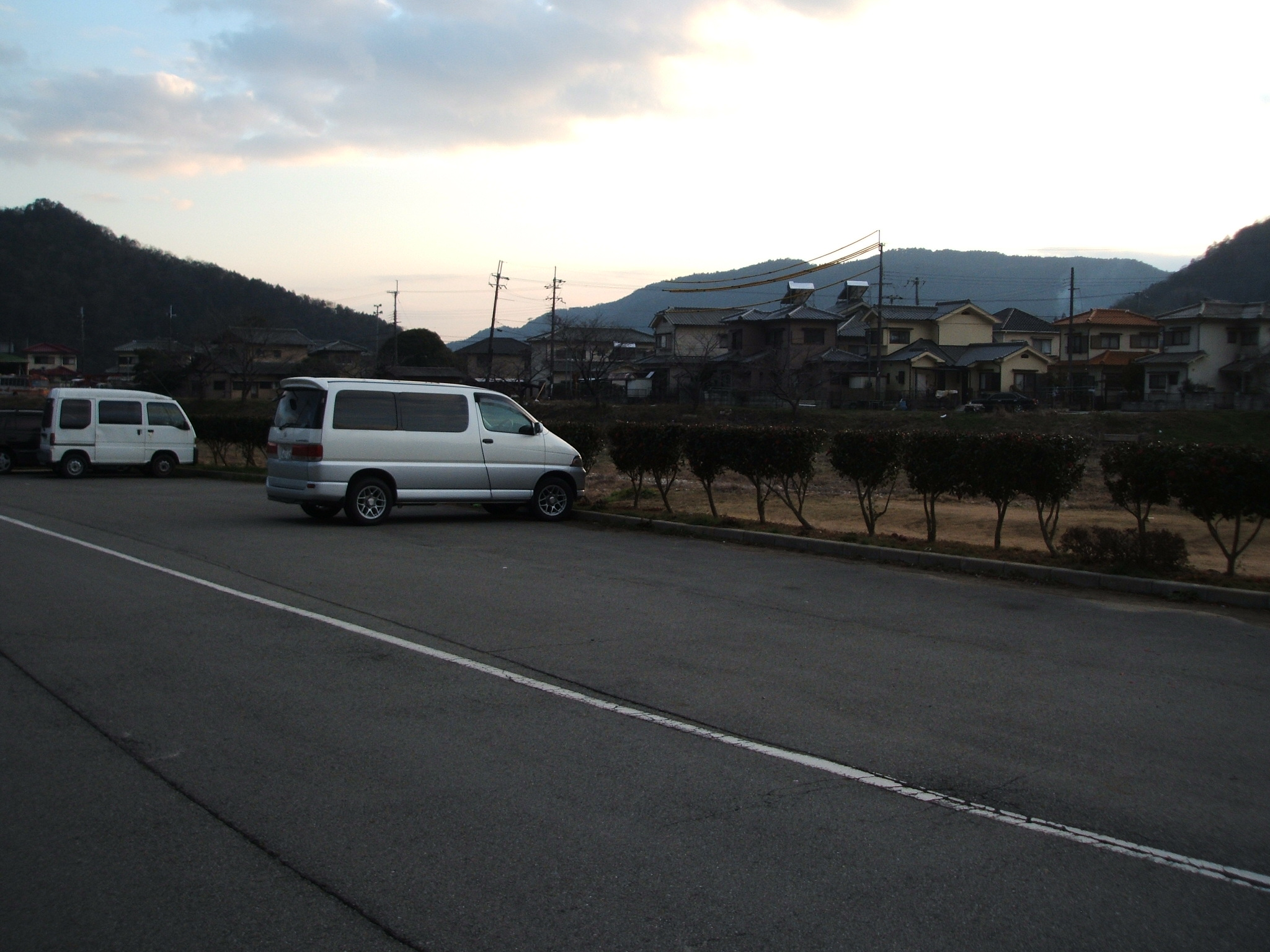
置塩城登山口付近にある駐車場

- 鉄道・バスでのアクセス
JR山陽本線 姫路駅 → 神姫バス「塩田・前之庄」行 宮置下車
- 車でのアクセス
夢前スマートインター(もしくは中国自動車道福崎IC → 県道23号線 前之庄) → 県道67号線 宮置（登山口に駐車場あり）。夢前スマートインターはETC装着車のみ利用可。
- 徒歩でのアクセス
登山口 → 山頂中心部まで徒歩約40分